# Arba
Arba este o comună din provincia Pordenone, regiunea Friuli-Veneția Giulia, Italia, cu o populație de 1.260 locuitori (1 ianuarie 2023) și o suprafață de 15,31 km².

## Demografie
Arba - evoluția demografică

|  | Graficele sunt indisponibile din cauza unor probleme tehnice. Mai multe informații se găsesc la Phabricator și la wiki-ul MediaWiki. |

Date: Recensăminte sau birourile de statistică - grafică realizată de Wikipedia